# Hutis
Hutis (em árabe, الحوثيون, transl. al-Ḥūthiyyūn, em alusão ao nome dos seus dirigentes, Hussein Badreddine al-Houthi e seus parentes) é a denominação mais comum do movimento político-religioso Ançaralá, (em árabe أنصار الله, transl. Anṣār Allāh: 'partidários de Deus') majoritariamente xiita zaidita (embora inclua também sunitas) do noroeste do Iêmen.
Hussein Badreddine al-Houthi, líder do grupo, foi morto em setembro de 2004, por forças do exército iemenita. Outros integrantes da liderança houthi, incluindo Ali al-Qatwani, Abu Haider, Abbas Aidah e Yousuf al-Madani (um genro de Hussein al-Houthi) também foram mortos pelas forças governamentais iemenitas.
Em 2014, apoderaram-se de uma grande parte do país, incluindo a capital Saná. Em março de 2015, a Arábia Saudita criou uma coalizão militar composta por cerca de quinze países, entre os quais os Emirados Árabes Unidos e o Egito, para derrotar os Houthis e repor no poder o governo do Presidente exilado Abd Rabbuh Mansur Al-Hadi. Os Houthis mantiveram o controle do antigo Iémen do Norte.
Parte do  grupo tem sido referida como um "poderoso clã", denominado Ash-Shabab al-Mu'min (em árabe, الشباب المؤمن;  em português, Jovens Crentes) ou Jovens Crentes.

## História
Os hutis formaram-se como grupo político nos anos 1990, após a unificação do Iêmen (antes dividido em Iémen do Norte e Iémen do Sul). Antes da unificação, o Iémen do Norte, de população maioritariamente zaidita, era uma república nacionalista árabe instalada nos anos 1960, após um golpe militar e uma longa guerra civil que pôs fim ao teocrático Reino do Iêmen, expulsando os imãs zaiditas, que haviam governado o território desde o final do século IX (ca. 897). Em 1990, quando ocorreu a unificação do país, o presidente do antigo Iémen do Norte, Ali Abdullah Saleh, é eleito presidente da nova República do Iêmen.
O grupo tem origem no Fórum dos Jovens Crentes, uma organização religiosa e cultural co-fundada em 1992. A maioria dos seus membros são Zaidi, um movimento religioso geralmente associado ao xiismo, mas alguns são sunitas. Foi em parte uma resposta à propagação do salafismo no Iémen, financiado pela Arábia Saudita. Em 2004, o assassinato pelas forças de segurança iemenitas de um deputado e fundador do Fórum dos Jovens Crentes, Hussein al-Houthi, desencadeou a primeira insurreição Houthi contra o Estado.
Saleh manteve-se no cargo até  2012, quando foi  destituído, na esteira de revoltas populares ocorridas durante  a chamada Primavera Árabe - com apoio dos hutis, violentamente combatidos pelo seu governo.
Mais recentemente, porém, Saleh acabou por se aliar aos hutis, quando deflagrou a nova guerra civil, precipitada pela captura da capital iemenita, Sana'a, pelos insurgentes, o que obrigou o presidente Abdrabbuh Mansur Hadi a sair do país.

## Luta armada
Armado desde 2004, em 2005 o  movimento contava com 1 000 a 3 000 combatentes; a partir de 2009, estimava-se que o número se cifrasse entre os 2 000 e os 10 000. De acordo com Ahmed Al-Bahri, os hutis tinham um total de 100 000-120 000 seguidores, incluindo combatentes armados e partidários desarmados. Em 2022, o grupo tomou precauções, no sentido de evitar a disseminação do COVID-19, no país, sendo um dos poucos países imunes à doença.
Os hutis afirmam que as suas ações são para a defesa da sua comunidade e contra a discriminação por parte do governo. O governo do Iémen, por sua vez, acusa-os de querer derrubá-lo e instituir uma lei religiosa xiita, desestabilizar o governo e "fazer agitações sociais, movidas por sentimentos antiamericanos".
O governo iemenita também acusou os hutis de ter ligações a patrocinadores externos, especialmente com o governo iraniano. Por sua vez, os hutis rebateram essas acusações, afirmando que o governo iemenita é apoiado por agentes externos, particularmente, a Arábia Saudita e a Al-Qaeda
Em menos de um mês (de 26 de março a 13 de abril de 2015), os ataques contra os hutis produziram 3 897 feridos e resultaram na morte de aproximadamente 2 600 civis, incluindo um grande número de crianças e mulheres.  A Arábia Saudita e os seus oito aliados árabes justificam os ataques pela necessidade de defender a legitimidade do presidente iemenita, Abdrabbuh Mansur Hadi, além de suprimir a ameaça que os hutis alegadamente, representariam para a Arábia Saudita, e principalmente evitar que o Irão estenda a sua influência na região, por meio dos rebeldes.